# Атанс, Майкл
Майкл (Майк) А́танс (англ. Michael (Mike) Athans, настоящее имя Миха́лис Афанасиа́дис (греч. Μιχάλης Αθανασιάδης, англ. Michael Athanassiades); 3 мая 1937, Драма, Восточная Македония и Фракия, Греция – 26 мая 2020) — греческий и американский учёный в области теории управления, один из ведущих в мире специалистов по информационным и решающим системам. Является эмерит-профессором факультета электротехники и информатики Массачусетского технологического института (MIT), а также приглашённым профессором и ведущим исследователем Института систем и робототехники (Португалия) (с 1998 года).

## Биография

### Образование
Родился 3 мая 1937 года в Драме (Восточная Македония и Фракия, Греция).
В 1954 году отправился США в рамках годового обменного визита под эгидой Американской полевой службы, где посещал среднюю школу Тамалпаис.
В 1955—1961 годах учился в Калифорнийском университете в Беркли, последовательно получив степени бакалавра-инженера в области электротехники (BSEE) «с наибольшим почётом» (1958), магистра-инженера в области электротехники (MSEE) (1959) и доктора философии в области управления (1961).

### Карьера
В 1961—1964 годах — член технического персонала лаборатории Линкольна MIT, где проводил исследования по оптимальному управлению и теории оценивания.
В 1964—1998 годах — член факультета электротехники и информатики Массачусетского технологического института (в настоящее время — эмерит-профессор).
В 1974—1981 годах — директор лаборатории информационных систем и систем принятия решений MIT (LIDS) (ранее — лаборатория электронных систем).
В 1979 году — соучредитель корпорации «ALPHATECH» (Берлингтон, Массачусетс), которая выделилась из MIT. В настоящее время является председателем её Совета директоров и главным научным консультантом.
В 1995 году — приглашённый профессор факультета электротехники и компьютерной инженерии Афинского национального технического университета.
В 1997 году, а также с 1998 года — приглашённый профессор и ведущий исследователь Института систем и робототехники (аффилирован с Высшим техническим институтом при Лиссабонском университете).
Является консультантом многочисленных промышленных предприятий и правительственных комиссий.
Был научным руководителем по меньшей мере 42 соискателей степени доктора философии и 80 учащихся магистратуры.

## Исследовательская работа и вклад в науку
Область научных интересов: оптимальные системы, теория оценивания, многомерные системы автоматического регулирования, а также их применение в системах обороны и C3 (командование, управление и связь), крупногабаритных космических конструкциях, экономических моделях, а также транспортных, авиационно-космических, корабельных, автомобильных, энергетических, производственных и экономических системах. Одни из последних исследований посвящены динамическим моделям иммунной системы человека.
Атанс стоял у истоков направления, которое впоследствии стало называться «современная теория управления». Также вместе с Питером Л. Фалбом является автором классического учебника «Оптимальное управление», по которому обучались многие поколения студентов.
В 1974 году подготовил 70 цветных телевизионных лекций и учебных пособий на тему «Современная теория управления», записанных на видеоплёнку. Эти уроки были распространены Центром передовых инженерных исследований MIT, и сыграли важнейшую роль в обучении сотен инженеров-производственников.
Вместе со своими студентами и коллегами положил начало робастному управлению.
В 1979 году, совместно с Нильсом Санделлом и Солом Галли, основал компанию «ALPHATECH» (сегодня носит название «BAE Systems AIT»), которая известна как своими передовыми исследованиями и разработками, так и выпуском высококачественных информационных и решающих систем, используемых спецслужбами США.

## Фонд стипендий Майкла Атанса
В 2008 году начал функционировать Фонд стипендий Майкла Атанса (англ. Michael Athans Fellowship Fund), основной целью которого является оказание поддержки талантливым студентам-первокурсникам, получающим последипломное образование на факультете электротехники и информатики MIT. Был учреждён в честь Атанса за его значительный вклад в теорию управления.

## Членство в организациях
- 1973—1974 годы — президент Общества систем управления[англ.] Института инженеров электротехники и электроники (IEEE CSS)[13].
- с 1973 года — Фелло IEEE.
- с 1977 года — Фелло Американской ассоциации содействия развитию науки (AAAS).
- с 2006 года — Пожизненный фелло IEEE.
- Сотрудник лаборатории информационных систем и систем принятия решений MIT.
- Член комитетов IEEE, Международной федерации бухгалтеров (IFAC), Американского Совета по автоматическому управлению[англ.] (AACC) и AAAS.
- Член Американского института аэронавтики и астронавтики[англ.] (AIAA), обществ «Фи Бета Каппа[англ.]» (ΦΒΚ), «Эта Каппа Ню[англ.]» (ΗΚΝ) и «Сигма Кси[англ.]» (ΣΞ).
- Помощник редактора рецензируемых научных журналов «IEEE Transactions on Automatic Control», «Journal of Dynamic Systems and Control» и «Automatica» (IFAC).

## Награды и премии
- 2011 — Почётный доктор Лиссабонского технического университета[англ.] (Португалия).
- 2005 — Медаль Польской академии наук «за вклад в теорию управления».
- 2002 — Награда Ктесибия от Средиземноморской ассоциации по изучению управления (Кипр) «в знак признания вклада в теории управления и оценивания» (вручена на 10-й Средиземноморской конференции IEEE по изучению управления и автоматизации)[14][15].
- 1996 — Почётный доктор Афинского национального технического университета и Критского политехнического университета[англ.][16].
- 1995 — Премия «Наследие Ричарда Э. Беллмана в области управления»[англ.] от AACC «в знак признания выдающейся карьеры в области автоматического управления; как лидеру и чемпиону инновационных исследований; за пополнение фундаментальных знаний по оптимальному, адаптивному, робастному, децентрализованному и распределённому управлению; а также как наставнику своих студентов». Была вручена на Американской конференции по управлению[17].
- 1993 — Приз Х. У. Боде[англ.] от Общества систем управления IEEE, включая выступление с престижной «Пленарной лекцией Боде» на ежегодной конференции IEEE по принятию решений и управлению.
- 1986 — Премия Джорджа С. Аксельби за выдающуюся статью.
- Награда «Выдающийся член» от Общества систем управления IEEE.
- 1983 — Награда «Выдающийся член» от Общества систем управления IEEE[13].
- 1980 — Премия в области просветительской деятельности от AACC за «выдающийся вклад и безупречное руководство в обучении автоматическому управлению» (второй получатель).
- 1969 — Премия Фредерика Э. Термана от Американского общества содействия развитию инженерного образования[англ.] как «выдающемуся молодому преподавателю электротехники» (первый получатель).
- 1964 — Премия Дональда П. Экмана от AACC «за выдающийся вклад в область автоматического управления» (первый получатель).
- и др.

## Публикации
Является автором и соавтором более 325 технических документов и отчётов.
Соавтор следующих учебников:
- 1966 — «Оптимальное управление» (издательство McGraw-Hill) (с Питером Л. Фалбом).
- 1972 — «Systems, Networks and Computation: Basic Concepts» (McGraw-Hill) (с Михалисом Дертузосом и др.)[18].
- 1974 — «Systems, Networks and Computations: Multivariable Methods» (McGraw-Hill)[19].